# Hélicase
Les hélicases sont des protéines qui utilisent l‘énergie d’hydrolyse de l’ATP ou du GTP pour catalyser l’ouverture d’acides nucléiques (ADN ou ARN) appariés sous forme double brins. Elles ont la capacité de se déplacer de manière orientée sur des acides nucléiques sous forme double ou simple brin et possèdent de ce fait une activité translocase (décroche des protéines fixées à l'ADN). Les propriétés qui caractérisent ces moteurs moléculaires sont leur directionnalité (de 5’ vers 3’ ou l’inverse), leur processivité, le statut oligomérique (mono, di, ou hexamèrique) de la forme active, et la taille des « pas » (en nucléotide) effectué pour chaque nucléotide hydrolysé. Chaque organisme compte plusieurs hélicases, spécialisées dans des processus cellulaires cruciaux tels que la réplication, la transcription, la recombinaison, la biogénèse des ribosomes, la traduction, et la réparation de l’ADN, et régulées par des domaines qui leur sont propres. Les hélicases participant à la réplication de l'ADN font partie d'un complexe multiprotéique appelé réplisome.
On retrouve de nombreuses hélicases dans tous les organismes étudiés jusqu'ici. On en trouve 14 différentes chez la bactérie E. coli, et 24 chez l'homme.
Leur importance biologique est soulignée par les très nombreuses maladies génétiques imputées à un défaut de ces protéines (Syndrome de Werner, Syndrome de Bloom, Anémie de Fanconi)

## Classification
Les hélicases ont originellement été classées en superfamilles (SF1 et 2) et en familles (F3, F4, et F5) sur la base de leur séquence primaire d'acide aminé conservée. Cette classification est remise en cause depuis l'acquisition de données structurales et des caractéristiques biochimiques de ces hélicases.

## Exemple d'hélicase chezE. coli
La structure tridimensionnelle constituée de 141 acides aminés terminaux de l'ADN B Hélicase a été déterminée par la résonance magnétique nucléaire en solution à haute résolution et par les Rayons X en cristallographie. C'est le domaine qui est essentiel pour l'interaction avec les protéines telles que la primase ou l'ADN C. Il s'agit d'une hélice à 6 bottes avec un schéma de fermeture jamais observé auparavant. Si l'on observe la structure cristalline, on remarque qu'il s'agit d'un dimère. 